# Andrzej Piekarczyk (satyryk)
Andrzej Aleksander Piekarczyk (ur. 27 stycznia 1963 w Biłgoraju) – polski satyryk, były członek Kabaretu OT.TO. 

## Życiorys
Absolwent Instytutu Podstaw Elektroniki Politechniki Warszawskiej.
Od 1984 współpracował z Wiesławem Tupaczewskim. Od 1989 do 2022 w Kabarecie OT.TO.
Twórca tekstów i muzyki. Andrzej Piekarczyk jest m.in. autorem słów do muzyki Wiesława Tupaczewskiego, w piosence pt. „Sprytna i wybitna”.  Utwór ten stał się w 1991 roku kanwą piosenki Maryli Rodowicz, do tekstu Agnieszki Osieckiej pt. „Jestem śliczna, higieniczna”. 

## Życie prywatne
Ma żonę Beatę, która jest geodetą, i dwóch synów: Michała (ur. 1990) i Jakuba (ur. 1992).